# Oliveira Barros
Oliveira Barros é um distrito do município brasileiro de Miracatu, no interior do estado de São Paulo. O distrito é formado pela vila de Oliveira Barros (sede) e pelo bairro Jardim Alvorada (aglomerado rural).

## História

### Origem
Linus G. S. Wolpert comprou uma gleba de terras, com vistas a um mapa, mesmo estando ainda na Alemanha. Seu interesse adveio dos preços baixos, área ainda natural e divisas com a Estrada de Ferro Sorocabana.
Quando aqui chegou em 1926, já dono das terras, fundou o povoado. Seus moradores tinham de andar cerca de 1 km pela linha até a estação de Serrinha para pegar o trem.
No final dos anos 1940, o lado oposto da ferrovia foi comprado pelo embaixador japonês Shigetsuma Furuya, que ali instalou uma moderna fazenda de bananicultura. Com sua influência, Furuya conseguiu a concessão de um desvio para embarque de bananas no loca, que era utilizado também por outros bananicultores, além do próprio Furuya.
No local foi inaugurado o posto do Desvio Furuya, Em 1960, foi inaugurado no local do antigo posto a estação de Oliveira Barros, com um prédio mais moderno, embora o novo nome nada tivesse a ver com o povoado, mas tendo sido dado por favores políticos feitos à sede municipal Miracatu.

### Formação administrativa
- Distrito criado pela Lei n° 4.954 de 27/12/1985, com sede no Bairro de Oliveira Barros e com território desmembrado do distrito de Miracatu[5][6].

## Geografia

### Demografia

#### População urbana (Oliveira Barros)
| Crescimento população urbana | Crescimento população urbana | Crescimento população urbana | Crescimento população urbana |
| Censo                        | Pop.                         |                              | %±                           |
| ---------------------------- | ---------------------------- | ---------------------------- | ---------------------------- |
| 1991                         | 1 058                        |                              | —                            |
| 2000                         | 1 090                        |                              | 3,0%                         |
| 2010                         | 1 025                        |                              | −6,0%                        |
| Fonte: IBGE e Fundação SEADE |                              |                              |                              |

#### População urbana (Jardim Alvorada)
| Crescimento população urbana | Crescimento população urbana | Crescimento população urbana | Crescimento população urbana |
| Censo                        | Pop.                         |                              | %±                           |
| ---------------------------- | ---------------------------- | ---------------------------- | ---------------------------- |
| 2010                         | 984                          |                              | —                            |
| Fonte: IBGE e Fundação SEADE |                              |                              |                              |

#### População total
Pelo Censo 2010 (IBGE) a população total do distrito era de 2 616 habitantes.

### Área territorial
A área territorial do distrito é de 102,425 km².

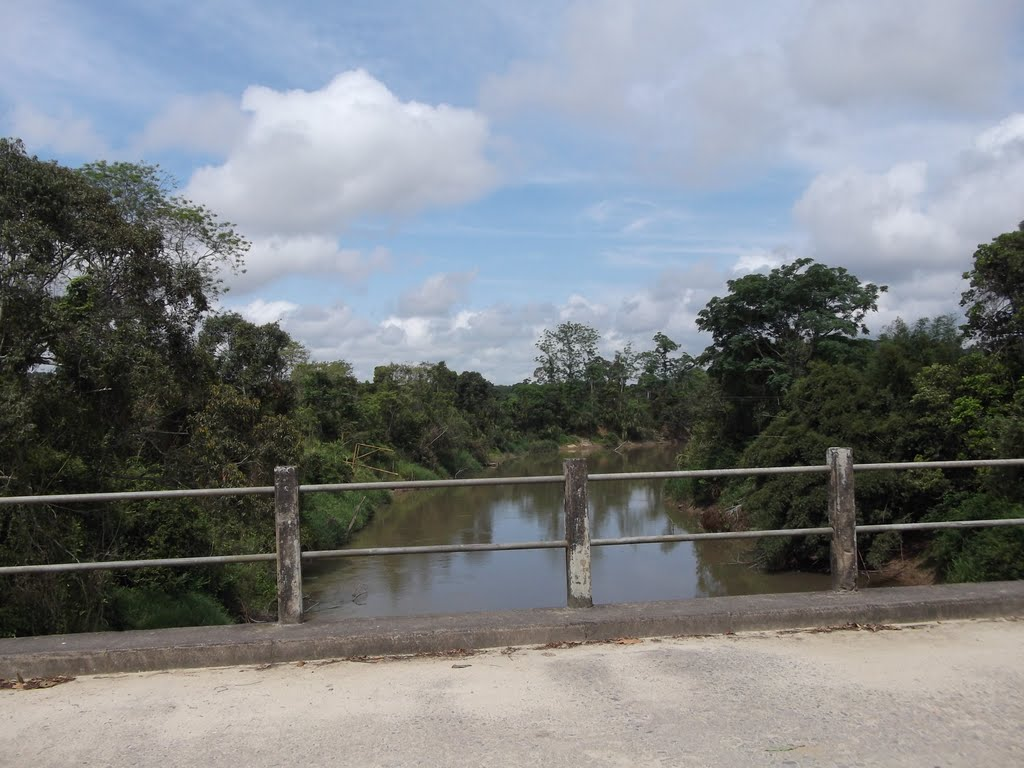
Rio São Lourenço em Oliveira Barros.

### Hidrografia
- Rio São Lourenço

### Rodovias
O principal acesso ao distrito é a Rodovia Régis Bittencourt (BR-116).

### Ferrovias
Linha Santos-Juquiá (Sorocabana), estando a ferrovia atualmente desativada sob concessão da Rumo Malha Paulista.

## Serviços públicos

### Registro civil
Feito na sede do município, pois o distrito não possui Cartório de Registro Civil das Pessoas Naturais.

### Saneamento
O serviço de abastecimento de água é feito pela Companhia de Saneamento Básico do Estado de São Paulo (SABESP).

### Energia
A responsável pelo abastecimento de energia elétrica é a Neoenergia Elektro, antiga CESP.

### Telecomunicações
O distrito era atendido pela Telecomunicações de São Paulo (TELESP), que inaugurou uma central telefônica no povoado de Biguá para também atender o distrito, e que é utilizada até os dias atuais. Em 1998 esta empresa foi vendida para a Telefônica, que em 2012 adotou a marca Vivo para suas operações.

## Religião
O Cristianismo se faz presente no distrito da seguinte forma:

### Igreja Católica
- A igreja faz parte da Diocese de Registro[19].

### Igrejas Evangélicas
- Assembleia de Deus - O distrito possui congregação da Assembleia de Deus Ministério de Registro.
- Congregação Cristã no Brasil[20].
- Igreja Evangélica Pentecostal O Brasil Para Cristo.